# Густав Раде
Густав Фердинанд Рихард Раде (на немски: Gustav Ferdinand Richard Radde; на руски: Густав Иванович Радде) е германски зоолог и ботаник, изследовател на Сибир и Кавказ, работил дълги години в Русия.

## Произход и ранни години (1831 – 1855)
Роден е на 27 ноември 1831 година в Данциг, Прусия, в семейството на учител. Не завършва университет, а от сравнително ранна възраст започва работа като аптекар.
През 1852 г. заминава за Крим (тогава вече в Руската империя) като помощник на ботаника Христиан Стевен, след което пътува в Южна Русия с Йохан Фридрих фон Брант и Карл Ернст фон Баер.

## Изследователска дейност (1855 – 1901)

### Експедиция в Източен Сибир
От 1855 до 1860 г. Раде е ботаник и зоолог в експедиция в Източен Сибир, водена от астронома Лудвиг Шварц. През 1855 г. с лодка извършва кръгово изследване на езерото Байкал, като изучава животинския и растителния му свят. Открива ендемити, които не се срещат другаде, освен в езерото. През 1856 г. провежда изследвания и в Задбайкалието по маршрута Верхнеудинск – Чита – Нерчинск – река Аргун – връх Сохондо и през януари 1857 г. се завръща в Иркутск.
През 1857 – 1858 г. извършва ново пътешествие, като от Чита се спуска по реките Шилка и Амур до устието на река Усури. На 13 април 1859 г. от Иркутск през река Иркут се отправя към планината Източни Саяни. Изкачва се на най-високия връх на планината Мунку Сардък (3491 m), където открива първия ледник в планината. Изследва изворната област на реките Енисей, Иркут и Ока и през езерото Хубсугул на 28 ноември същата година се завръща в Иркутск. Установява големия наклон и труднодостъпните северни и източни склонове на планината, покрити с гъсти иглолистни гори, и полегатите и леснодостъпни южни склонове, постепенно спускащи се към езерото Хубсугул.

### Изследвания в Задкавказието и Каспийско море
През 1862 г. придружава зоолога Карл Ернст фон Баер в Южна Русия. Установява се в Тифлис през 1863 г. и през следващите 40 години прави естественоисторически, етнографски, археоложки и исторически изследвания в Задкавказието и басейна на Каспийско море. Написва няколко съчинения за разпространението на растенията и орнитофауната в Кавказ. През 1886 г. провежда експедиция в Задкаспийския край и северната част на областта Хорасан в Иран.

## Последни години (1901 – 1903)
От 1901 г. Раде работи над двутомния труд „Museum caucasicum“, съдържащ подробно описание на всички колекции на Кавказкия природонаучен музей по зоология, ботаника, геология и археология, историята на създаването и обработката на всяка колекция и характеристика на растителните формации в Кавказ.
Основава Кавказкия природонаучен музей и Публичната библиотека в Тбилиси. От създаването му до смъртта си Раде е директор на музея. В края на живота си пътува с членове на руското императорско семейство в Индия, Япония и Северна Африка, назначен е на почетни държавни длъжности.
Умира на 16 март 1903 година в Тифлис на 71-годишна възраст.

## Памет
Неговото име носят селище Раде (48°36′ с. ш. 130°36′ и. д. / 48.6° с. ш. 130.6° и. д.) в Еврейската автономна област на Русия и няколко вида растения и животни.